# Mohammed Ben Abdelhadi Zniber (1855-1921)
Pour les articles homonymes, voir Zniber et Mohamed Ben Abdelhadi Zniber.

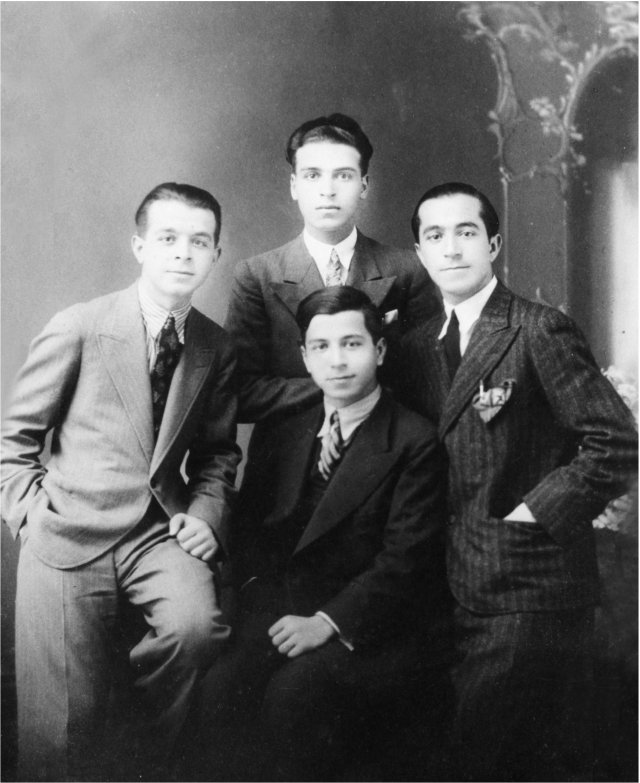
Photo des Frères Hajji (dont Saïd Hajji au premier rang) et Abdelhadi Zniber III, fils de Mohammed Ben Abdelhadi Zniber, à l'université de Damas en 1934

Mohammed Ben Abdelhadi Zniber II (1855-1921 ou 1922), fils du nadir des habous et amin Abdelhadi Zniber II (receveur des douanes) mort en 1328 de l'Hégire (v. 1910), et petit-fils du pacha homonyme Mohammed Ben Abdelhadi Zniber, est un négociant, un haut-fonctionnaire, intendant ou vizir des finances («amine al-oumana») et diplomate marocain. Il a aussi fait partie de la délégation marocaine à la conférence d'Algésiras.
On lui doit plusieurs grandes demeures à Salé, le foundouk Zniber à Kaat Ben Nahid à Marrakech collé à la Médersa Ben Youssef, ainsi que le riad Dar Zniber mitoyen du Palais de la Bahia, qui lui a été offert par le Chambellan Ba-Ahmed et aujourd'hui transformé en un restaurant-« Musée de l'art culinaire marocain ».
Ses importantes archives et celles de son père, constituées de plusieurs milliers de correspondances et de manuscrits, ont été redécouvertes et déposées par des descendants aux Archives du Maroc en 2023. Le fonds porte le nom de Mohammed Ben Abdelhadi Zniber.

## Biographie

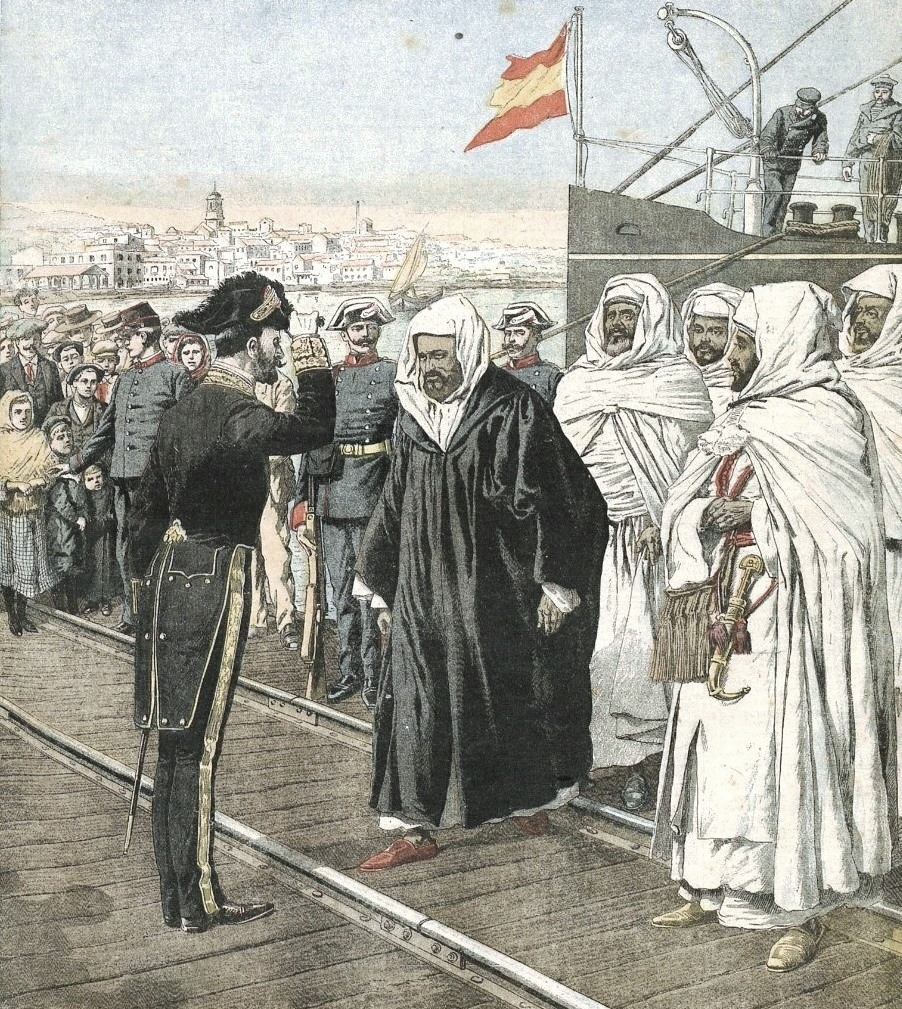
Arrivée des ambassadeurs marocains à Algésiras en 1906, une du Le Petit Journal.

Mohammed Ben Abdelhadi Zniber II est le fils de Abdelhadi Ben Mohammed Ben Abdelhadi Ben al-Hachemi Zniber mort en 1328 de l'Hégire (v. 1910) qui fut négociant, nadir des habous (Administrateur et conservateur des fondations pieuses) à Salé et amīn dans bon nombre de ports marocains à partir de 1291 de l'Hégire (v. 1874) notamment à Larache, El Jadida, Casablanca, en 1303 de l'Hégire (v. 1885/1886) à Safi ainsi qu’à Marrakech. Il fut également « amine diwanat » sous le règne de Moulay Hassan.
Dans son ouvrage Marrakech des origines à 1912, l'historien Gaston Deverdun (1906-1979) note que l’amīn Mohammed Ben Abdelhadi Zniber aida le chambellan Bahmad à élever et agrandir le Palais de la Bahia pour loger sa famille et ses nombreux serviteurs.
À la mort du chambellan Ahmed Ben Moussa, Mohammed Ben Abdelhadi continuera à cumuler plusieurs fonctions. Il dépasse son père Abdelhadi Zniber II, également amīn (intendant des finances), en notoriété, en richesse et en influence. Il est alors intendant des finances et adjoint du ministre des affaires étrangères Abdelkrim Benslimane. Si Fedoul Gharit qui était ministre des affaires étrangères devient Grand Vizir. Le jeune El Mehdi El Menebhi proche du Sultan est le nouvel homme fort du Makhzen. Mohammed Ben Abdelhadi Zniber devient l'adjoint du vizir de la guerre El Menebhi jusqu'à la disgrâce de ce dernier en 1903 à la suite de la campagne de Taza contre Rogui Bou Hmara.
Mohammed Ben Abdelhadi Zniber continue parallèlement à être négociant. Il commerce avec Manchester notamment où plusieurs grands négociants marocains ont fondé des comptoirs commerciaux. Mohammed Ben Abdelhadi Zniber est alors la plus grande fortune de Salé et l'une des plus importantes du Maroc. Les oumana, intendants des finances et administrateurs fiscaux, étaient souvent choisis parmi les grands négociants à succès.
Riche commerçant traitant avec Manchester, Mohammed Ben Abdelhadi Zniber II devient sous le règne du sultan Moulay Abd el Aziz amin (intendant des finances et trésorier) du Diwan (Cour royale) à Larache et à Marrakech pendant trois ans ensuite amin du Makhzen de tout le royaume pendant huit ans. 
Mohammed Ben Abdelhadi a aussi compté parmi les délégués plénipotentiaires lors de la conférence d'Algésiras aux côtés du grand vizir El Mokri, de Mohammed El Torrès, de Mohammed Es-Seffar et de Abderrahmane Bennis, entre autres.
Il est également Mendoub, délégué ou représentant chérifien à Tanger. En mars 1907, il est nommé premier commissaire chérifien à la Banque d'État du Maroc, future banque centrale Bank Al-Maghrib.
Il est adjoint du savant, homme politique et ambassadeur Ahmed Ibn Al-Mawaz qu'il accompagne à Madrid en 1909, afin de traiter de la question du Rif.
Après en avoir beaucoup fait pour la famille royale, il gagne la confiance du sultan Moulay Abd al-Hafid. Ce dernier le nomme Amine des dépenses de la famille royale puis représentant du sultan à Tanger. Peu de temps avant l'instauration du protectorat, il se retire de ses fonctions et retourne s'occuper de ses activités commerciales initiales jusqu'à sa mort.
Il est enterré à la zaouïa Kadiriyya à Salé.

## Galerie

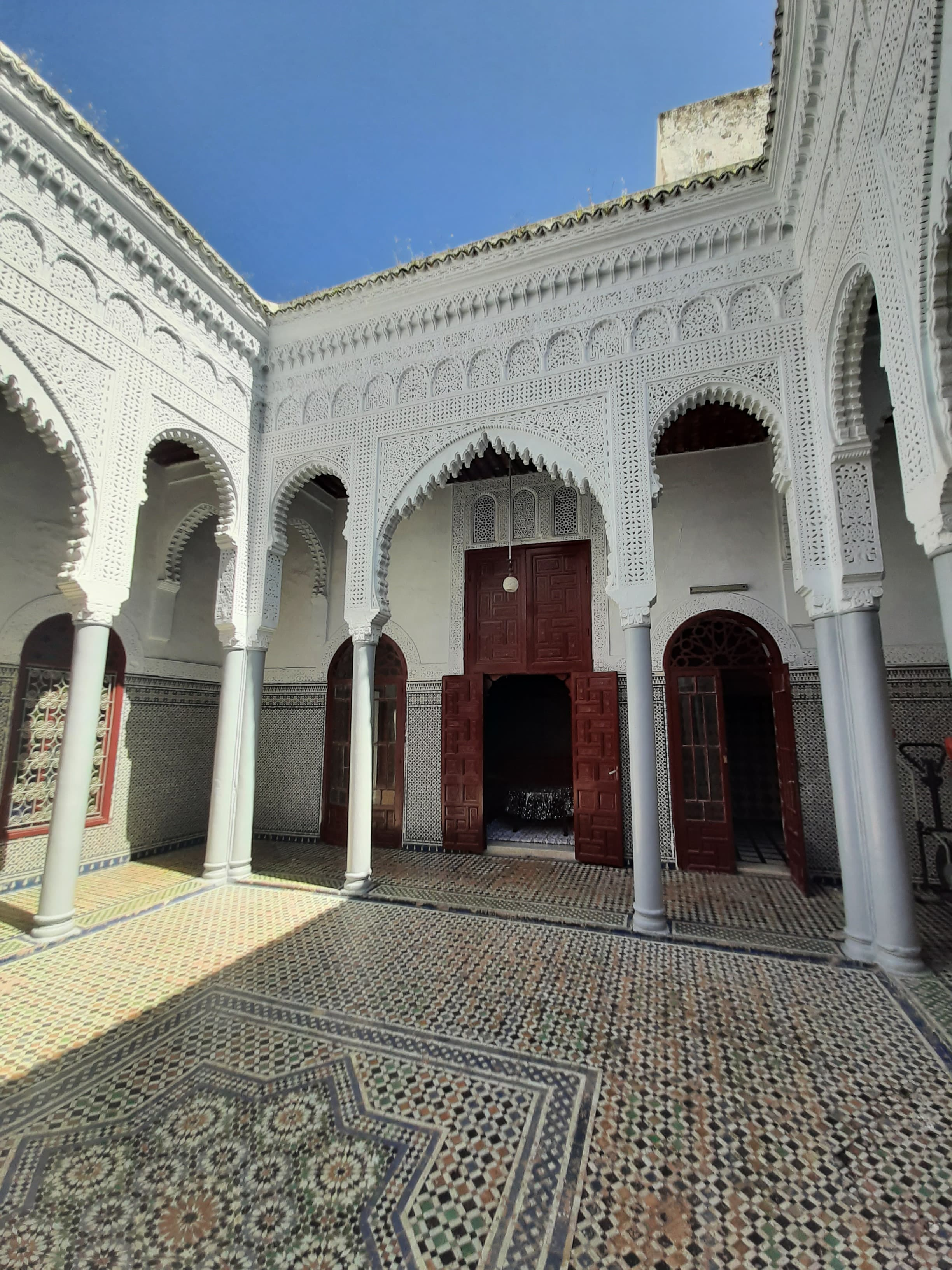
Grande demeure (riad) d'Abdallah Ben Abdelhadi Zniber, frère de Mohammed, sise rue Chellaline à Salé
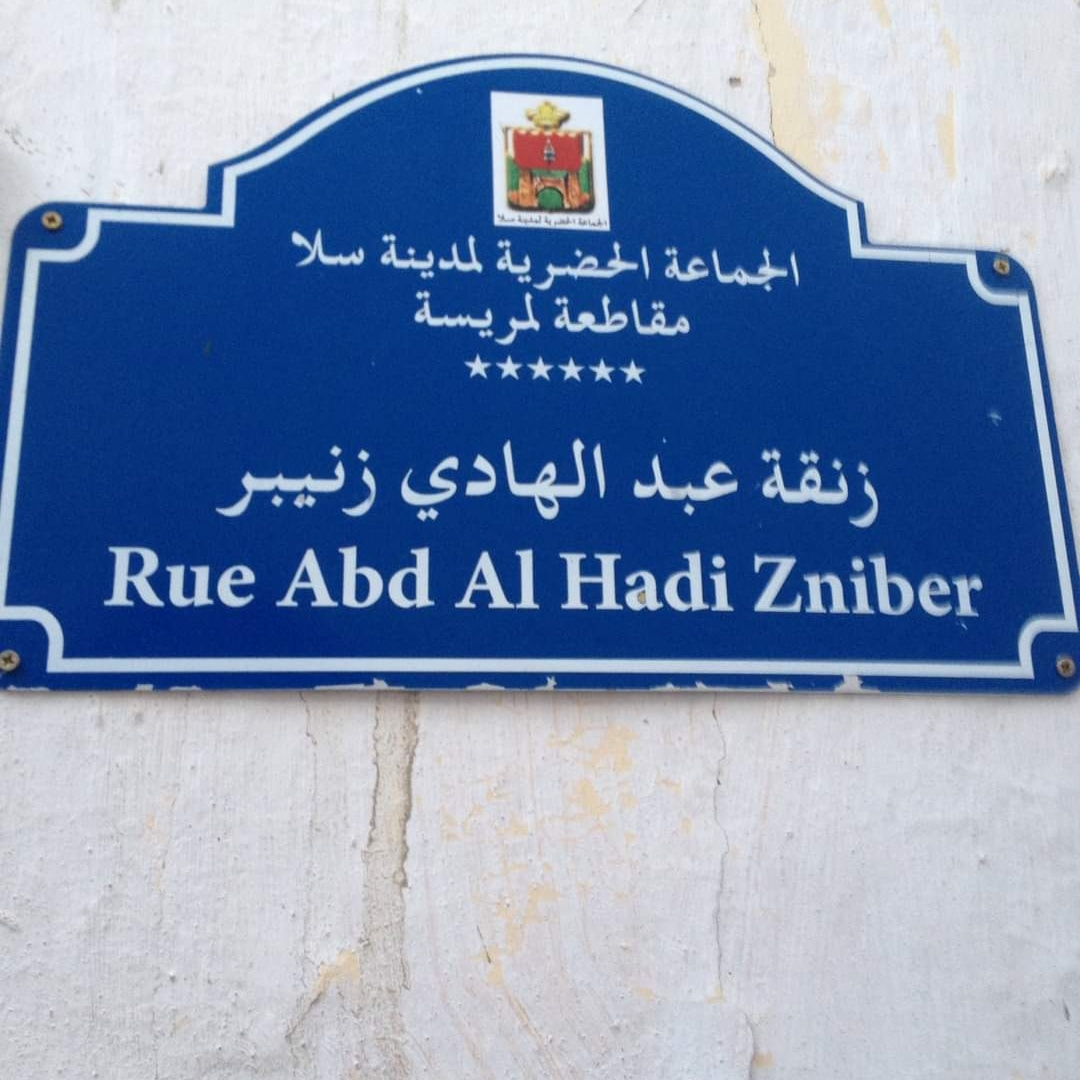
Rue Abdelhadi Zniber II, père de Mohammed, à Salé
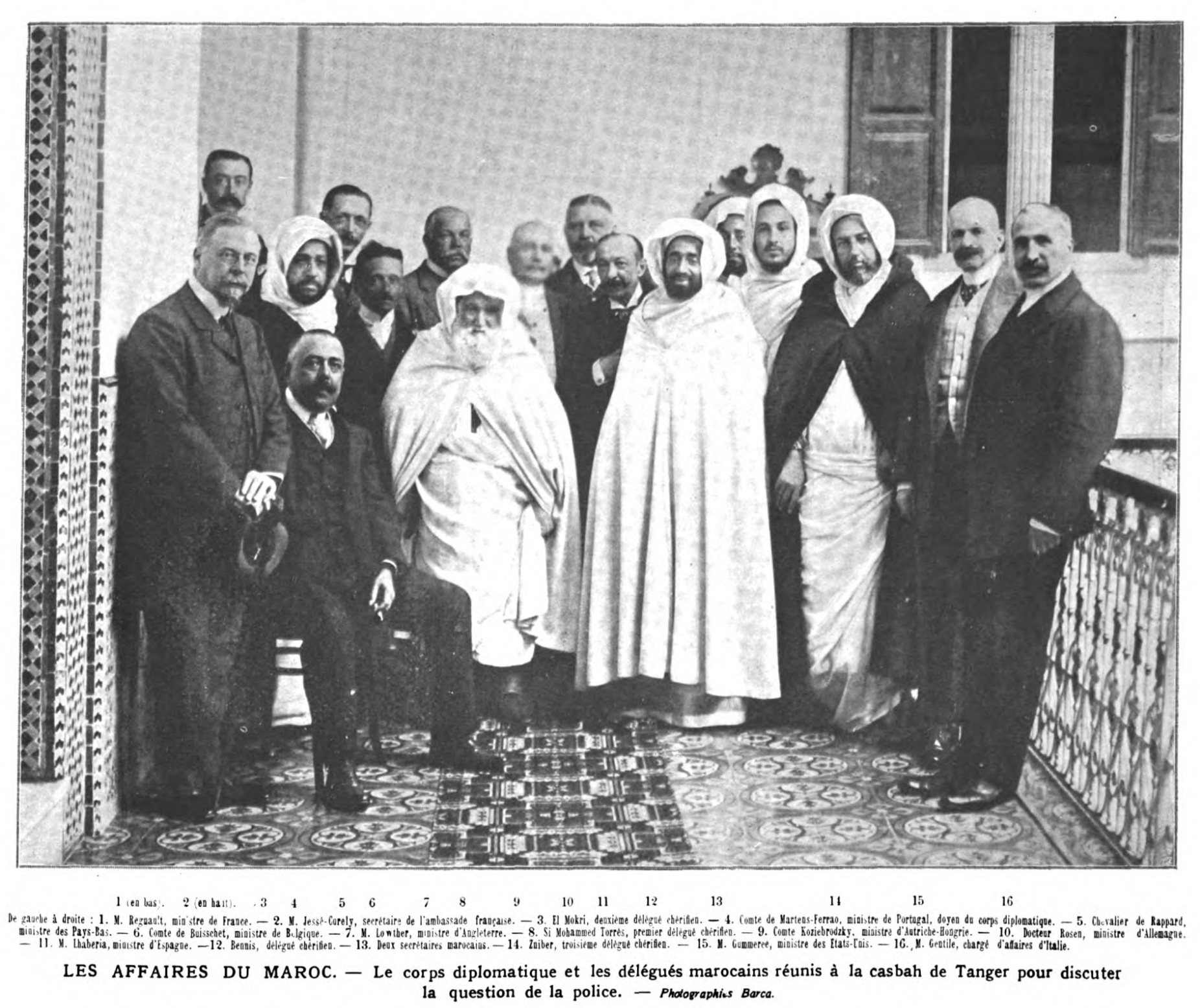
Mohammed Ben Abdelhadi Zniber II (troisième à partir de la droite), délégué chérifien à la conférence internationale sur la police à Tanger en 1907.